# غريغ هيل (لاعب كرة قدم أمريكية أمريكي)
غريغ هيل (بالإنجليزية: Greg Hill)‏ هو لاعب كرة قدم أمريكية أمريكي، ولد في 12 فبراير 1961 في أورانج في الولايات المتحدة.

## وصلات خارجية
- غريغ هيل (لاعب كرة قدم أمريكية أمريكي) على موقع مرجع كرة القدم المحترفة.كوم (الإنجليزية)